# Trigger Alpert
Trigger Alpert (3. září 1916 Indianapolis, Indiana, USA – 22. prosince 2013) byl americký jazzový kontrabasista a fotograf.
Koncem třicátých let docházel na Indiana University a v roce 1940 se přestěhoval do New Yorku, kde hrál s Alvino Reyem a později s Glennem Millerem. Během čtyřicátých let spolupracoval s mnoha dalšími hudebníky, mezi které patřili Tex Beneke, Benny Goodman, Bud Freeman, Ella Fitzgeraldová, Muggsy Spanier, Roy Eldridge, Louis Armstrong, Ray McKinley, Bernie Leighton, Frank Sinatra, Woody Herman a Jerry Jerome. V padesátých to byli například Artie Shaw, Coleman Hawkins, Sauter-Finegan Orchestra, Mundell Lowe, Don Elliott, Gene Krupa a Buddy Rich.
V roce 1956 vydal jedno vlastní album nazvané Trigger Happy! pro Riverside Records. Hráli na něm Tony Scott, Zoot Sims, Al Cohn, Joe Wilder, Urbie Green a Ed Shaughnessy. V roce 1970 se přestěl věnovat hudbě a stal se fotografem.